# Spiochaetopterus izuensis
Spiochaetopterus izuensis är en ringmaskart som beskrevs av Nishi, Bhaud och Koh 2004. Spiochaetopterus izuensis ingår i släktet Spiochaetopterus och familjen Chaetopteridae. Inga underarter finns listade i Catalogue of Life.